# 寧蒗イ族自治県
寧蒗イ族自治県（ねいろうイぞくじちけん、四川彝語: ꆀꆿꆈꌠꊨꏦꏱꅉꑤ、転写:Niplat Nuosu zytjiejuxddexiep）は中華人民共和国雲南省麗江市に位置する自治県。
1986年に国務院により全国272貧困県の一つに認定され、1999年には雲南省八大少数民族貧困山区に2001年には国務院により貧困地域開発の重点県に指定されるなど経済発展から取り残された貧困地域である。

## 地理
雲貴高原に位置し、四川省塩源県との境界に瀘沽湖がある。

## 歴史
寧蒗は元代に設置された永寧州と蒗蕖州地域が1917年に統合され誕生した。
- 1952年11月21日 寧蒗設治区が県制施行し、寧蒗県となる。
- 1956年9月11日 (6県1自治県)
  - 中甸県・維西県・徳欽県チベット族自治区がデチェン・チベット族自治州に編入。
  - 寧蒗県および麗江県の一部が合併し、寧蒗イ族自治県が発足。
- 1956年9月20日に民族自治県に昇格。
- 1970年 - 麗江専区が麗江地区に改称。(2県2自治県)
- 1996年2月3日 - 麗江地震が発生。
- 2002年12月26日 - 麗江地区が地級市の麗江市に昇格。

麗江市
- 2002年12月26日 - 麗江地区が地級市の麗江市に昇格し、新制・寧蒗イ族自治県が発足。(1区2県2自治県)

## 行政区画
| 区分   | 数 | 名称                                                                                       |
| ------ | -- | ------------------------------------------------------------------------------------------ |
| 街道   | 2  | 大興街道、紫瑪街道                                                                         |
| 鎮     | 3  | 永寧鎮、紅橋鎮、戦河鎮                                                                     |
| 郷     | 10 | 拉伯郷、寧利郷、金棉郷、西川郷、西布河郷、永寧坪郷、跑馬坪郷、蝉戦河郷、新営盤郷、爛泥箐郷 |
| 民族郷 | 1  | 翠玉リス族プミ族郷                                                                         |

## 交通

### 航空

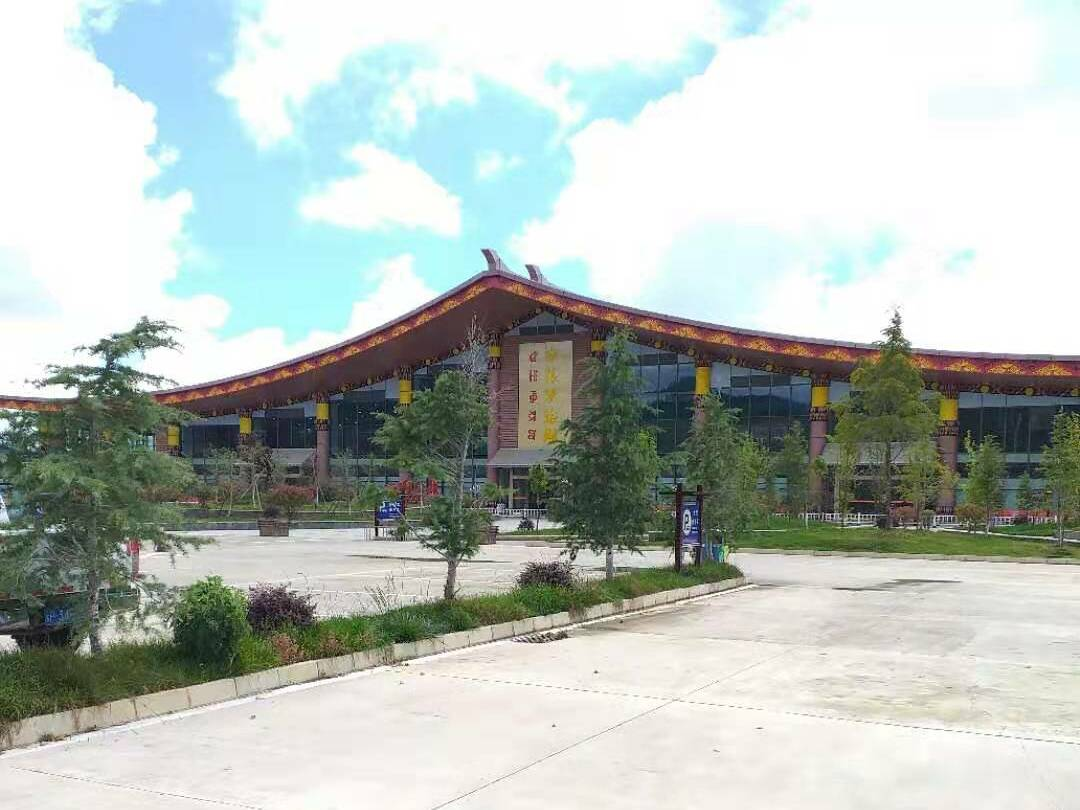
寧蒗瀘沽湖空港

- 寧蒗瀘沽湖空港（中国語版）
- 麗江三義空港

### 鉄道
- 中国鉄路総公司
  - 中国鉄路昆明局集団公司

### 道路
- 国道
  -  G348国道（中国語版）

- 省道
  -  210省道
  -  219省道
  -  223省道
  -  319省道

## 健康・医療・衛生
- 寧蒗県中医院